# Le Mandat (pièce de théâtre)
Pour le film de 1968, voir Le Mandat.

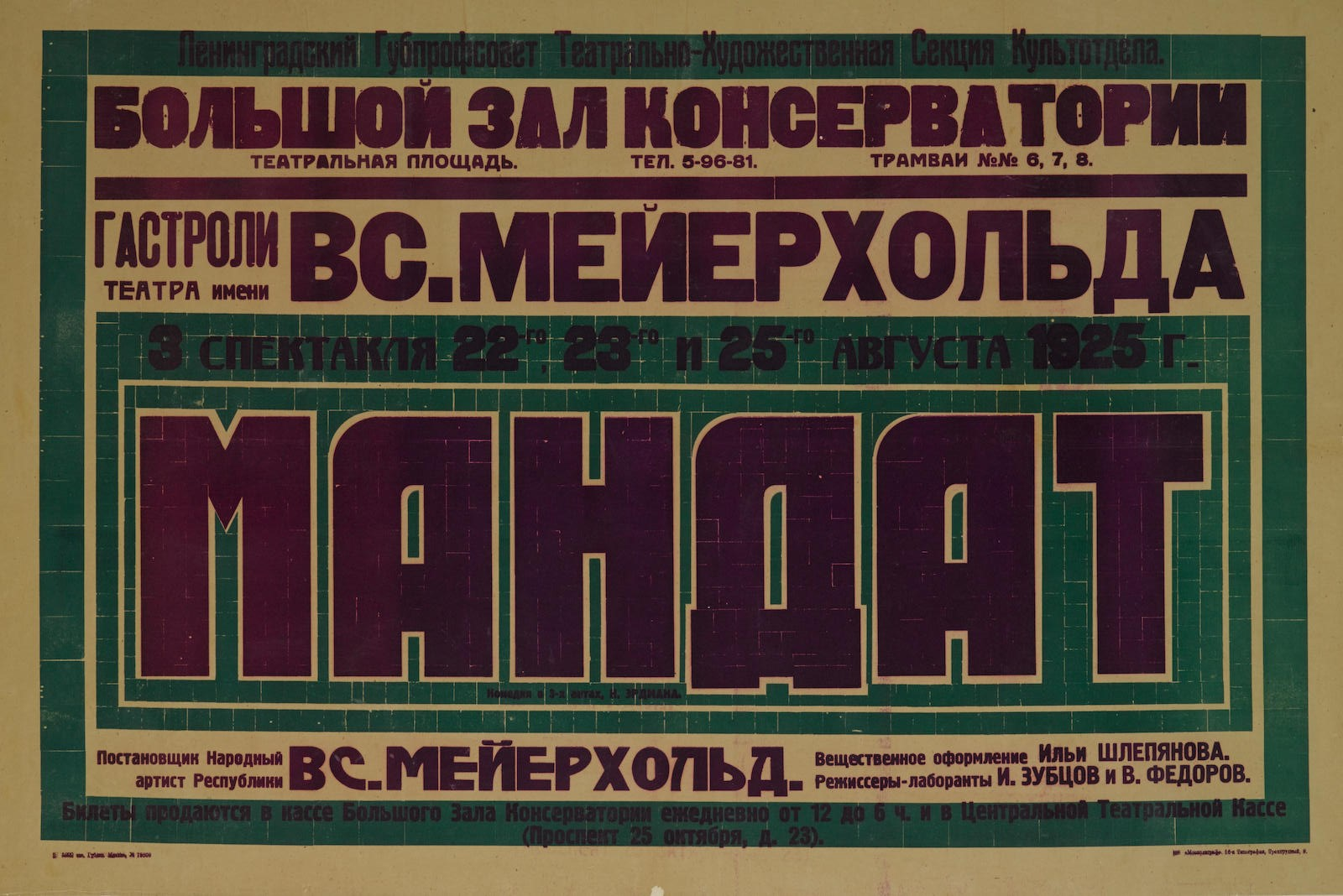
Affiche de la première production de la pièce "Le Mandat" de N. Erdman.

Le Mandat (en russe : Мандат) est une pièce de 1925 du dramaturge russe Nikolaï Erdman.

## Intrigue
Dans une ville de Russie soviétique des années 1920, deux familles, l'une nostalgique du régime tsariste, l'autre de petite bourgeoisie tentent d'améliorer leur sort en vue d'un projet matrimonial commun en trouvant dans leurs relations un membre du Parti communiste,.

## Production
La pièce est créée en 1925, au Théâtre académique de la Satire de Moscou, dans une mise en scène de Vsevolod Meyerhold. C'est un succès populaire pendant plusieurs années mais les autorités soviétiques l'interdisent en 1930, tout comme l'autre œuvre de Nikolaï Erdman, Le Suicidé. Elle ne sera publiée qu'en 1987, à l'occasion de la Glasnost.
Le texte russe est traduit en français en 1995 par Jean-Philippe Jaccard, professeur à l'Université de Genève. Cela permet des représentations l'année suivante au théâtre du Grütli, à Genève, dans une mise en scène de Bernard Meister.
La pièce est montée successivement en 2000 par Bernard Sobel, puis en 2007 par Stéphane Douret au théâtre 13 à Paris et en 2018 au théâtre de Ménilmontant sous la direction de Clara Cirera.
En 2024, à partir d'une autre traduction par André Markowicz, Patrick Pineau met en scène la pièce dans une coproduction de la scène nationale du théâtre-Sénart et du théâtre des Célestins,.

## Analyse
En première approche, Nikolaï Erdman critique à la fois les aristocrates partisans de l'ordre monarchique ancien et les bourgeois qui s'accommodent mollement du régime post-révolutionnaire. Mais la satire touche aussi de façon plus discrète le régime communiste, pas encore vraiment stalinien, qui détient le pouvoir de façon totalement arbitraire, le « mandat » en devenant l'outil emblématique,.

## Réception critique
La traduction de Jean-Philippe Jaccard, établie à partir du texte originel de Nikolaï Erdman, est jugée plus incisive que les versions russes soumises aux ajustements réclamés par la censure soviétique.
La mise en scène de Patrick Pineau en 2024 est saluée pour la justesse de sa scénographie et sa distribution, ainsi que le comique entraînant, La traduction d'André Markowicz contribue à rendre la vivacité du style d'Erdman et son efficacité, tout à la fois tragique et burlesque.. 